# Académie royale d'architecture
L'Académie royale d'architecture venne fondata in Francia a Parigi il 30 dicembre 1671 da re Luigi XIV. Ispirata da Jean-Baptiste Colbert, ebbe come suo primo direttore François Blondel (1618-1686), architetto della città di Parigi.
Venne in un primo tempo ubicata al Palais-Royal ed a partire dal 1692 al Louvre ed era una scuola di architettura.

## Storia
Per quarantasei anni, il re concede dei brevetti a coloro i quali ritiene degni di far parte di questa accademia, della quale il primo direttore fu il Primo architetto del re.
Nel 1717, il duca d'Antin, sovraintendente alle fabbriche reali, confermò l'istituzione dell'accademia con una patente reale, concedendo uno statuto che dava il diritto di eleggere i propri membri.
Il numero degli accademici passò da 8 a 24, con due categorie di accademici; la prima composta da 10 architetti, d'un professore e d'un segretario, e la seconda di 12 architetti. Nel 1728, la seconda classe venne aumentata di 8 membri. Nel 1756, venne ridotta di 4 membri che passarono nella prima classe.
L'Accademia venne soppressa dal re nel 1767, a seguito della protesta contro la nomina illegale di Charles De Wailly.
Riorganizzata con una nuova lettera di brevetto nel 1775, venne composta da:
- 32 architetti, divisi in due classi, dove compresi nella prima vi erano un direttore, un professore d'architettura ed un professore di matematica;
- 10 membri onorari associati;
- 12 corrispondenti o associati stranieri. Il sovraintendente delle costruzioni reali, come in passato, continuava a nominare il segretario.

Soppressa nuovamente nel 1793 su proposta de l'Abbé Grégoire e di Jacques-Louis David, l'accademia venne ricostituita in seno all'Institut de France, fondato nel 1795. L'architettura costituiva una delle sezioni della classe di letteratura e belle arti. Venne poi riorganizzata nella forma attuale nel 1816 nell'Académie des beaux-arts dell'Institut de France.

## Membri dell'accademia
I primi membri dell'Académie royale d'architecture furono: François Blondel, François Le Vau, Libéral Bruant, Daniel Gittard, Antoine Le Pautre, Pierre Mignard, François d'Orbay ed André Félibien

### Direttori
- 1672-1687: François Blondel
- 1687-1736: Robert de Cotte
- 1736-1743: Jacques V Gabriel
- 1743-1782: Ange-Jacques Gabriel
- 1783-1793: Richard Mique